# 와가두
와가두(Wagadou)는 오늘날 서아프리카의 모리타니 및 말리 일대에 존재했던 옛 나라이다. 지배자 칭호인 ‘가나’(Ghana)를 따서 가나 제국(Ghana Empire)이라고도 불린다. 이 일대에는 기원전 1500년경부터 여러 사회공동체들이 존재했으며, 와가두의 중심 지역은 기원후 300년경부터 소규모 국가들이 생겨났다. 그러나 와가두 왕조가 정확히 언제 시작되었고 어떤 경위로 멸망했는지는 지금도 밝혀지지 않았으며, 기원후 830년경에 와서야 페르시아의 알콰리즈미가 쓴 책에서 처음으로 등장한다. 이 책에 의하면 와가두는 9세기 당시에도 이미 이슬람을 믿고 있었다고 언급했는데, 이 시기 또한 불명이다.
와가두는 사하라 종단 무역을 통해 금과 소금을 교역해 부를 키웠다. 계속된 교역의 결과 잉여 흑자가 발생했고, 이에 따라 도시가 확장되었다. 또한 수익성 좋은 무역로를 확보하기 위한 영토 확장도 촉진되었다.